# Madame Sans-Gêne (film, 1911)
Pour les articles homonymes, voir Madame Sans-Gêne (homonymie).
Pour plus de détails, voir Fiche technique et Distribution.
Madame Sans-Gêne est un film français réalisé par André Calmettes et Henri Desfontaines sorti en 1911.

## Fiche technique
Source IMDb
- Titre : Madame Sans-Gêne
- Réalisation : Henri Desfontaines et André Calmettes
- Scénario d'après la pièce éponyme d'Émile Moreau et Victorien Sardou
- Société de production : Le Film d'art
- Société de distribution : Pathé Frères
- Pays d'origine : France
- Format : Noir et blanc — 35 mm — 1,37:1 — Muet — Procédé cinématographique : sphérique
- Durée : 30 minutes
- Métrage : 940 mètres (3 bobines)
- Genre : Comédie
- Date de sortie : France : 10 novembre 1911

## Distribution
Source IMDb
- Réjane : Madame Sans-Gêne
- Edmond Duquesne : Napoléon Ier
- Georges Dorival : le maréchal Lefebvre
- Jacques Volnys : Neipperg
- Louis Pugenc : le général Junot
- Maurice Rablet : Joseph Fouché
- Alexandre Mathillon : Savary
- Aimée Raynal : L'Impératrice Marie-Louise
- Suzanne Théray : La Princesse Elisa
- J. Rousseau : Madame de Bellune
- Pierrette Lugand : Madame de Thalhouët
- Carmen Silva : Madame de Bassano
- Mme Méaulle : Madame de Bülow
- Mme Raffy : Madame de Vintimille
- Germaine Brasseur : Madame de Rovigo
- Mme Ambrosi : Madame de Canisy
- Léonie Richard : La Hérengère
- Irène Glineur : La Roussette
- Georges Deyrens : Arnoult
- Ferdal : Leroy